# 작은양털쇠주머니쥐
작은양털쇠주머니쥐(Little woolly mouse opossum, 학명: Marmosa phaea)는 주머니쥐과에 속하는 남아메리카 유대류의 일종이다. 야행성 동물의 일종이며, 나무 위에서 생활하는 수상성 동물로 주로 홀로 생활한다. 콜롬비아와 에콰도르 그리고 페루의 안데스산맥 서쪽 경사면에서 발견되며, 해수면부터 해발 1500m 사이에서 서식한다. 저지대 우림과 산지 운무림에서 주로 서식하지만, 분포 지역 남단의 건조림에서 보고된 적도 있다. 이전에는 별도의 작은양털쇠주머니쥐속(Micoureus)으로 분류했지만 2009년부터 작은양털쇠주머니쥐속을 쇠주머니쥐속(Marmosa)의 아속으로 분류하고 있다. 보전 상태 등급은 멸종취약종으로, 서식지 파편화와 도시화 그리고 경작지 전환 때문에 서식지 감소가 이어지고 있다.